# 罗伯特·海尔布隆纳
罗伯特·海尔布隆纳（Robert L. Heilbroner，1919年3月24日—2005年1月4日）是美国经济学家和经济思想史学家。 作为约20本书的作者，海尔布隆纳最著名的著作是《世俗哲学家：伟大经济思想家的生平、时代和思想》（1953年），该书研究了著名经济学家的生平和贡献，尤其是亚当·斯密、卡尔·马克思和约翰·梅纳德·凯恩斯。